# 日本ワクチン学会
日本ワクチン学会（にほんわくちんがっかい、英語: The Japanese Society for Vaccinology）は、ワクチンの研究開発、臨床研究等を目的とし、医学者、医師、製薬会社など多様な専門分野の諸氏が集まり活動をおこなっている学術団体。

## 主な活動
- 年次学術集会およびその他の学術集会
- 会誌その他出版物の発行
- 国内における関係諸機関、諸学会との連絡
- 日本のワクチン研究者を代表する機関として、海外の関係学会等の諸団体との国際的な活動ならびに連絡
- ワクチン及び予防接種について社会への広報・啓発活動

## 沿革
- 1997年 - 日本ワクチン学会設立

## 歴代理事長
- 神谷齊
- 清野宏
- 山西弘一
- 倉根一郎
- 岡部信彦
- 大石和徳
- 岡田賢司

## 学会賞
- 高橋賞
- 高橋奨励賞
  - 歴代受賞者・受賞研究題名一覧

## 学会学術誌
- 『Vaccine』

## 年会費
- 正会員 9,000円
- 学生会員 2,000円
- 賛助会員1口 50,000円